# Daniel Karbassiyoon
Daniel Karbassiyoon, född 1984, är scout för det engelska fotbollslaget Arsenal FC. Han har tidigare spelat i bland annat Arsenal, men avslutade sin karriär efter en knäskada.